# Distrikter i Elfenbenskysten
Elfenbenskysten har siden den 28. september 2011   været opdelt i tolv distrikter og de to autonome bydistrikter Abidjan og Yamoussoukro. Indtil da havde 19 regioner udgjort det højeste administrative niveau. Distrikterne er opdelt i 31 regioner, regionerne i 107 departementer, og disse igen i 197 kommuner.
| Distrikt           | Hovedstad  | Regioner                        |
| ------------------ | ---------- | ------------------------------- |
| Bas-Sassandra      | San-Pédro  | Nawa, San-Pédro, Gbôklé         |
| Comoé              | Abengourou | Indénié-Djuablin, Sud-Comoé     |
| Denguélé           | Odienné    | Folon, Kabadougou               |
| Gôh-Djiboua        | Gagnoa     | Gôh, Lôh-Djiboua                |
| Lacs               | Dimbokro   | N’Zi, Iffou, Bélier, Moronou    |
| Lagunes            | Dabou      | Agnéby-Tiassa, Mé, Grands Ponts |
| Montagnes          | Man        | Tonkpi, Cavally, Guémon         |
| Sassandra-Marahoué | Daloa      | Haut-Sassandra, Marahoué        |
| Savanes \|         | Korhogo    | Poro, Tchologo, Bagoué          |
| Vallée du Bandama  | Bouaké     | Hambol, Gbêkê                   |
| Woroba             | Séguéla    | Béré, Bafing, Worodougou        |
| Zanzan             | Bondoukou  | Bounkani, Gontougou             |